# Go Robot
"Go Robot" é uma canção da banda de rock norte-americana Red Hot Chili Peppers e foi lançada como segundo single do álbum The Getaway (álbum).
O videoclipe do single Go Robot foi dirigido por Tota Lee e foi lançado mundialmente no dia 08 de setembro de 2016.

## Créditos
- Flea – baixo
- Anthony Kiedis – vocal
- Josh Klinghoffer – guitarra, backing vocals
- Chad Smith – bateria

## Músicos adicionais
- Mauro Refosco – percurssão
- Brian 'Danger Mouse' Burton – sintetizadores